# Mitterbühl (Bogen)
Mitterbühl ist ein Weiler und ein Gemeindeteil der Stadt Bogen im niederbayerischen Landkreis Straubing-Bogen.
Er liegt in der Gemarkung Degernbach gut einen Kilometer nordwestlich von Degernbach.
Bei der Volkszählung von 1861 war Mitterbühl eine Einöde der Gemeinde Windberg, hatte sechs Einwohner und gehörte zum Sprengel der katholischen Pfarrei Windberg. 1978 wurde Mitterbühl zusammen mit Osterberg und Gottesberg von Windberg zur Stadt Bogen umgegliedert.